# Sacrilegio

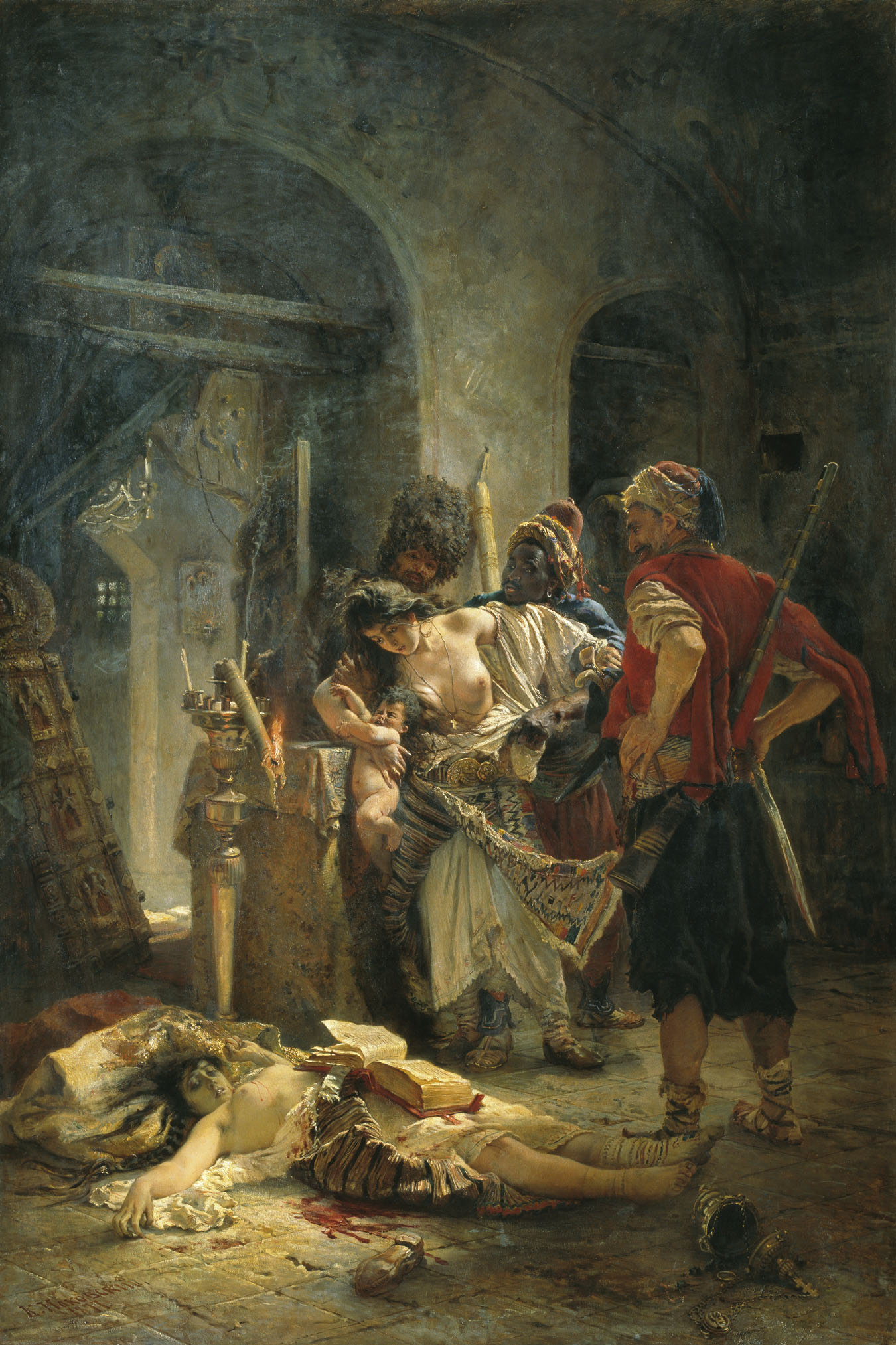
Konstantin Makovsky, Le martiri bulgare (1877). Atrocità perpetrate dai bashibazouk nella chiesa ortodossa bulgara.

Il sacrilegio è una profanazione o un oltraggio recato a ciò che è sacro. Il termine può essere inteso con accezioni più o meno vaste, arrivando fino a comprendere, nelle interpretazioni più estensive, qualunque trasgressione alle leggi religiose. In genere, si intendono con esso forme gravi di irriverenza nei confronti di persone, cose o luoghi sacri. Quando la mancanza di rispetto è espressa solo verbalmente, si parla di blasfemia (bestemmia).

## Etimologia
Il termine deriva dal latino sacrilegium, astratto da sacrilegum "colui che ruba/porta via (legere) oggetti sacri", ed in origine si riferiva in particolare al furto di oggetti sacri o del contenuto delle tombe. Ma già all'epoca di Cicerone aveva assunto un valore più ampio, che comprendeva le offese verbali alla religione e la profanazione di oggetti sacri.

## Nella storia
Concezioni analoghe a quella di sacrilegio si ritrovano anche in gran parte delle religioni antiche, spesso nell'ambito delle credenze relative ai tabù. In principio questo si lega al concetto che le cose sacre non vanno trattate allo stesso modo delle altre.
Il furto di oggetti sacri veniva severamente punito soprattutto là dove vi era una potente casta sacerdotale, che considerava sacri tutti i suoi possessi. Ad esempio, nell'Antico Egitto o presso gli Assiro-babilonesi (già il codice di Hammurabi prevedeva la morte per chi avesse rubato o ricettato "proprietà del dio (ilim) o del Tempio/Palazzo (ekallim)": § 6).
Tra i più celebri fatti dell'antichità connessi con il sacrilegio vi è lo Scandalo delle erme (415 a.C.), quando Alcibiade venne accusato di avere mutilato le erme che si trovavano per le vie di Atene.
Con l'affermarsi del Cristianesimo come religione ufficiale dell'Impero romano, si giunse, con l'imperatore Teodosio I, a sanzionare per legge il sacrilegio in una concezione molto ampia, che comprendeva eresie, scismi e ogni tipo di offesa all'Imperatore, compresa l'evasione fiscale.
Durante il Medioevo, il concetto di sacrilegio tornò progressivamente ad essere ristretto al commettere fisicamente atti rivolti contro oggetti sacri, il che costituisce la base della dottrina cattolica successiva in proposito (ma ancora nell'897 il "sinodo del cadavere" condannava per sacrilegio Papa Formoso, colpevole sostanzialmente di "indegnità" al soglio pontificio).
Nell'Inghilterra del dopo riforma, il sacrilegio rimase per secoli un reato, anche se la sua definizione fu molto variabile. La maggior parte dei dizionari del XVII e XVIII secolo rimandano al senso originario di furto di oggetti dalle chiese.
La maggior parte degli Stati moderni hanno abbandonato le leggi contro il sacrilegio, nel quadro del rispetto della libertà di espressione, fatti salvi i casi di danni alle persone o alle cose.  Negli Stati Uniti, la Corte Suprema nella causa Burstyn contro Wilson (1952) bocciò uno statuto contro il sacrilegio, sostenendo che il termine non poteva essere definito in senso stretto in un modo che impedisse il prevalere di una chiesa su di un'altra, e che statuti di questo tipo ledevano il libero esercizio della religione e la libertà di espressione.
Nonostante la loro depenalizzazione, gli atti sacrileghi sono tuttora spesso oggetto di pubblica riprovazione, anche da parte di non appartenenti alla religione vilipesa, soprattutto quando tali atti vengono percepiti come manifestazioni di odio nei confronti di una particolare setta o fede.

## Dottrina cattolica
La definizione tomistica di sacrilegio è la profanazione di persone, luoghi o cose religiose. Violare una suora consacrata a Dio è considerato sacrilegio da San Tommaso, e così pure il ricevere l'eucaristia ad opera di pubblici peccatori. Gli oggetti sacri non vanno maneggiati in modo indegno ad opera di indegni.
Alla stessa stregua, molti manuali di teologia morale e sacramentale confermano che "un trattamento indegno dell'eucaristia è il peggiore dei sacrilegi". "Coloro che fanno una comunione sacrilega", scrive San Cirillo, "ricevono Satana e Gesù Cristo nei loro cuori: Satana, cui essi lasciano il potere, e Gesù Cristo, da offrire a Satana come vittima sacrificale".